# 会田氏
会田氏（あいだし）は、日本の氏族のひとつ。

## 概要
海野幸氏の孫幸持から始まるとされる。鎌倉時代は伊勢神宮内宮領の信濃国筑摩郡会田御厨の地頭をつとめ、戦国時代は代々虚空蔵山城を本拠とした土豪として小笠原氏の寄騎をつとめた。
天文22年（1553年）幸久の時、主家が武田信玄に敗れ落城すると、越後国越谷に落延び、太田資正の家臣に転じ、のち北条氏康の家臣となった。幸久の子信清を経て、天正18年（1590年）孫の資久の時、越谷に隠棲する。江戸時代に入ると、資久の子資勝は徳川秀忠の小姓となり、その孫の資信は幕臣として500石を賜った。
また一族には、安曇郡穂高に移った会田氏がいる。現在、会田姓は主に埼玉県・福島県・山形県・新潟県に集中している。